# Badamia atrox
Badamia atrox är en fjärilsart som beskrevs av Butler 1877. Badamia atrox ingår i släktet Badamia och familjen tjockhuvuden. Inga underarter finns listade i Catalogue of Life.